# 모리 모토나리
모리 모토나리(일본어: 毛利 元就, 메이오 6년(1497년) 음력 3월 14일 ~ 겐키 2년(1571년) 음력 6월 14일)는 센고쿠 시대 후기에 활약한 센고쿠 다이묘이다. 아키의 일개 호족에서 시작해 주고쿠 지방 대부분을 손에 넣은 센고쿠 시대 최고의 명장 중 하나다. 용의주도한 책모를 거듭해 전략, 전술 양면의 승리를 이끌어낸 희대의 책략가로 명성이 높다.
아키국 요시다고리야마성(吉田郡山城)에서 조상 대대로 살아왔으며, 모리 히로모토(毛利弘元)의 차남으로 태어났다. 아명은 쇼주마루(松寿丸)이며 통칭 쇼노지로(少輔次郎). 본처 생전에는 첩을 두지 않았던 애처가였고, 깃카와 모토하루, 고바야카와 다카카게 등 기량이 자기 못지않은 아들들까지 두었으며, 비록 실화는 아닌 것으로 밝혀졌지만 '세 화살의 교훈(三矢の訓)' 이야기의 주인공으로도 일본인들 사이에 잘 알려져 있다.

## 생애

### 배경
모리 일족의 본성은 오에(大江)씨로 가마쿠라 막부의 창업 공신인 오에노 히로모토(大江広元)의 4남 모리 스에미쓰(毛利季光)를 조상으로 한다. 스에미쓰는 효조슈를 지냈다. 데와 지방의 사가와(寒河江) 가문, 미카와(三河)의 사카이(酒井), 이나바의 모리(森→毛利로 변성), 에치고의 기타조(北條) 씨 등도 같은 오에씨의 일족이라고 한다.

### 가독상속
1497년(메이오 6년) 음력 3월 14일, 아키(安芸)의 호족 모리 히로모토(毛利広元)와 후쿠바라(福原) 가문 출신의 어머니 사이에서 차남으로 태어났다. 아명은 쇼주마루(松寿丸)였다. 태어난 곳은 외가인 스즈오성(鈴尾城)으로 현재 모리 모토나리 탄생비가 있는 곳이다.
1500년(메이오 9년) 무로마치 막부와 오우치 가문 간의 권력다툼에 말려 아버지 히로모토가 정계은퇴를 해야했다. 일본어로 은거(隱居, 訓:인쿄우)라 하는 가권 세습 절차를 거쳐 적장자이자 모토나리의 친형인 모리 오키모토(毛利興元)에게 가권이 양도됐다. 아비 히로모토는 차남인 모토나리와 함께 본성인 요시다고리야마 성을 떠나 다지히사루가케성(多治比猿掛城)으로 옮겨갔다.
1501년(분키 원년) 의가 좋았던 어머니가 세상을 떠났고 3년 후 아버지 히로모토도 과음으로 세상을 떴다. 부친 사망 때도 아직 8살에 불과했던 모토나리는 별일없이 형의 보호하에 성에서 살고 있었지만 아무래도 부모없이 영지와 성의 유지 운영이 쉽지 않았다. 엎친데 덮친격으로 자신의 가신인 이노우에 모토모리(井上元盛)가 어린 주군을 얕보고 영지를 횡령해, 가뜩이나 넉넉치 못한 처지에 뒷수습까지 남의 손에 맡겨야 했다. 이 궁핍한 생활을 지탱해 준 것은 오로지 양어머니 스기노오카타(杉大方)였다.
1511년(에이쇼 8년) 15세가 되던 해에 성인식을 치르고 이름을 모토나리(元就)로 개명했다.
1516년(에이쇼 13년) 형이자 영주인 오키모토가 요절하고 조카 고마쓰마루(幸松丸)가 뒤를 잇게 됐는데 너무 어렸기 때문에 20살의 모토나리가 대리청정을 하게 됐다. 아직 새파랬던 약관의 모토나리는 고마쓰마루의 외척인 다카하시 가문과 알력이 있었으나 장녀를 다카하시 가문으로 시집보내 협력을 구했다. 말만 며느리지 실상은 인질 신세였다. 얼마 지나지 않아 빈고(備後)에서 미요시(三吉) 가문과 전투 중 다카하시 일족이 대거 사망하자 정치적 주도권은 모토나리에게 왔다. 하지만 아직 당주도 너무 어렸고 대리청정이래봤자 아직 검증되지 않은 모토나리의 존재 자체가 문중의 동요를 불렀다.
그 틈을 노려 모리 씨와 아키에서 1, 2위를 다투던 다케다 모토시게(武田元繁)가 모리의 부하인 깃카와(吉川) 가문의 아리타성(有田城)을 포위했다. 모토나리는 어린 조카를 대신해 원군을 끌고 갔는데 더구나 첫 출전이었다. 아키 다케다 가문의 맹장 구마가이 모토나오(熊谷元直)가 예비대를 끌고 영격을 왔는데 모리 군이 매복 등을 적절히 구사해 격파하고 구마가이의 수급을 벴다. 격노한 다케다 모토시게가 아리타 성 포위 병력의 대부분을 원군 쪽으로 돌렸다. 병력상으로는 분명 다케다 군이 우세였으나 도강 순간을 노리고 모리 궁병들이 쏜 화살에 다케다 모토시게가 전사하자 다케다 군은 처참히 패배했다. 가나야마(銀山城) 성의 다케다 가문은 재기 불능에 빠졌고 모리 집안은 아키 최대 세력으로 성장했다. 이 전투는 아리타나카데 전투(有田中井手の戦い)라 해서 오다 노부나가의 《오케하자마 전투》에 곧잘 비견된다.
모토나리는 아키(安芸)를 통일하기 위해 이즈모(出雲)와 이와미(石見)의 태수인 대영주 아마고(尼子) 가문 밑으로 갈아탔다. 아마고씨는 원래 아키 다케다씨와 손을 잡고 있었는데 오우치씨라는 강대한 적을 앞에 두고 쓸만한 실력의 모리씨를 밑에 두고자 했다. 모리는 아마고의 묵인 아래 아키 다케다씨의 잔여 세력들을 흡수했다. 모토나리는 다케다씨의 본성인 가나야마성 공략 때에도 크게 무공을 세워 가문 내 입지를 더욱 다졌다. 모토나리는 깃카와 구니쓰네(吉川国経)의 딸과 결혼해 세를 더 불렸다. 비록 정략 결혼이었지만 금슬이 좋아 부인의 살아 생전에는 따로 측실을 두지 않았다.
1523년(다이에이 3년) 조카 고마쓰마루가 9살로 요절하자 모리 가문의 중신들은 모토나리를 옹립했다. 하지만 조카를 암살한 게 틀림없다며 사카(坂) 가문과 와타나베(渡辺) 가문 등 유력 휘하 호족들이 가메이 히데쓰나(亀井秀綱)와 함께 모반하고 모토나리의 동생 아이오 모토쓰나(相合元綱)를 옹립하려 했다. 모든 것은 모리 씨의 세력확대를 경계한 주인 가문 아마고 쓰네히사의 책략이었다. 하지만 모토나리는 필두 가신 시지 히로요시(志道広良) 등의 지지를 얻어 반대파를 신속하게 제거하고 지배권을 확립했다.

### 세력확대
1525년(다이에이 5년) 상속 소동의 배후에 아마고 씨가 있었음이 드러나면서 모토나리와 아마고 쓰네히사(尼子経久)는 원수가 됐다. 어차피 아키 통일은 거의 목전이라 모리 가문은 다시 오우치 가문 밑으로 붙었다.
1529년(교로쿠 2년) 아마고씨와 내통 혐의를 씌워 죽은 조카 고마쓰마루의 외척이자 자신의 사돈인 다카하시 오키미쓰(高橋興光) 일족을 토벌했다. 다카하시 가문의 아키, 이와미의 영지를 노린 것이지만 토벌 중에 인질인 자기 딸은 당연히 죽었다. 그는 땅을 위해선 딸의 목숨 따윈 아랑곳 않는 냉혈한으로 알려져 주변 호족들 사이에 신용이 많이 내려갔었다고 한다.
그는 평판따윈 무시하고 아키 지방의 또다른 숙적 시시도(宍戸) 가문에 딸을 정략 결혼시켜 거듭 혈연을 늘려갔다. 당시 모리는 주인인 오우치 가문이 권력 투쟁으로 허물어져 가는 걸 이용해 거침없이 세력을 늘렸다. 특히 오우치 가문의 난에 휘말린 아마노 가문과 구마가이 가문 과도 맹약을 맺어 아키의 완전 제패를 완수했다.
1534년(덴분 3년) 음력 9월 23일자 일본 황궁기록에 오우치 요시타카(大内義隆)가 고나라 천황(後奈良天皇)를 알현한 내용을 보면 모리 씨에 대해 언급돼 있다. 내용은 대략 오에노 히로모토의 4남인 모리 미쓰후사(毛利光房)가 그 옛날 쇼코 천황(称光天皇)으로부터 종오위하 우마노카미(右馬頭)에 임명된 일을 되새겨 후손 모리 모토나리에게도 같은 벼슬을 내려 달라는 취지였다. 모리 모토나리는 오우치 요시타카를 통해 은(銀) 4,000냥을 헌상해 우마노카미 벼슬에 올랐다. 이로써 오우치 가문과 일본 황궁의 후광을 업고 아키국에서의 모리씨의 위치는 반석에 올랐다.
1540년(덴분 9년) 아마고 쓰네히사의 후계자 아마고 하루히사(尼子詮久)가 이끄는 3만의 아마고 군이 본거지인 요시다 고리야마 산성으로 공격해오자 모리 모토나리는 겨우 3천의 병력으로 성에서 농성한다. 하지만, 가신인 후쿠하라(福原) 일족 및 자신의 사돈인 시시도 가문과, 늦게나마 도착한 스에 다카후사(陶隆房)의 원군으로 전황을 뒤집었다(요시다 고리야마성 전투).
같은 해, 오우치 가문과 함께 아키 가나야마 산성을 공격해 아키 다케다 가문을 멸망시킨다. 이때, 다케다 가문의 당주 다케다 노부자네(武田信実)는 도주했다.
1542년(덴분 11년)부터 1543년(덴분 12년)에 걸쳐 오우치 요시타카를 총대장으로 한 이즈모 원정에 모리 군도 참전하나 깃카와 오키쓰네(吉川興経)의 배신으로 보급선이 끊겨 대패했다(제1차 갓산토다성 전투). 대영주 두 집안이 빈사 상태에 빠진 반면 모리는 상대적으로 군세를 보전해 어부지리를 얻었다.
1544년(덴분 13년) 모리 모토나리는 강력한 수군을 보유한 다케하라 고바야카와(竹原小早川) 가문에 3남 도쿠주마루(徳寿丸)를 입양시켜 당주로 앉혔다.
1547년(덴분 16년) 처가인 깃카와 가문에 차남 모리 모토하루(毛利元春)를 입양보내, 방계인 깃카와 쓰네요(吉川経世)와 손잡고 당주인 깃카와 오키쓰네를 강제로 끌어내려 차남을 후계자로 만들었다. 한편, 누타 고바야카와(沼田小早川)에도 자신의 3남 고바야카와 다카카게(도쿠주마루)를 데릴사위로 보내 누타 고바야카와 가문마저 승계시키고 다케하라, 누타의 두 고바야카와 가문을 통합했다. 원래 누타 측 당주였던 고바야카와 시게히라(小早川繁平)는 오우치 요시타카와 모토나리의 위세를 등에 업은 일부 자기 가신들에 의해 강제로 불문에 귀의당했다. 물론 그 후견인 다자카 요시아키(田坂義詮) 등 친 시게히라파들은 숙청됐다. 이로써 깃카와 가문과 고바야카와 가문은 모리 가문의 분가로서 종가의 양 날개가 됐다. 이를 후세 역사학자들은 《모리 료센(毛利両川) 체제》라고 부른다.
이로써 아키, 이와미에 세력을 가진 깃카와 가문과 아키, 빈고(備後), 세토 내해에 세력을 가진 고바야카와 가문의 세력을 장악해, 소위 산요도(山陽道)라 불리는 남 주고쿠 지방 중 절반 가까이를 수중에 넣었다.
1549년(덴분 18년) 2월 차남 깃카와 모토하루와 3남 고바야카와 다카카게를 동반해 주인 가문 오우치의 본거지인 야마구치에 인사차 갔다. 주고쿠 지방의 패자였던 오우치 집안은 스에 다카후사(陶隆房)를 중심으로 한 무장파와 사가라 타케토(相良武任)를 중심으로 한 문벌 세력이 대립하고 있었다. 당시 오우치 요시타카(大内義隆)가 갓산토다 성(月山富田城)에서 패배한 이후 싸움에 자신을 잃고 문벌 세력을 가까이 하면서, 이를 불만으로 여긴 스에 다카후사 등이 모토나리 숙소에 연합을 재촉하는 사자를 보내는 등 모리 모토나리도 상전 집안 내부 소동에 점점 말려들어가는 모양새였다. 설상가상으로 여독에 지친 모토나리가 쓰러져 야마구치 체류가 3개월이 넘게 되면서 음력 5월까지 귀성하지 못했다. 당시 그를 간병했던 가신 이노우에 미쓰토시(井上光俊)가 받았다는 상장이 아직 남아있다.
1550년(덴분 19년) 음력 7월 13일 반역의 혐의로 자신의 가신이었던 이노우에 모토카네(井上元兼) 일족 30여 명을 주살하고 가신단의 충성 서약을 새로 받아 권력기반을 더욱 다졌다. 3남 고바야카와 다카카게가 '가신을 베는 것은 자신의 수족을 베는 일과 같으므로 절대 하셔선 안됩니다' 라며 이때 반대를 심하게 했다고 한다. 어쨌든 가신단의 결속을 다져, 이로써 후일 대영주로서 비약할 기반은 모두 마련됐다.

### 이쓰쿠시마 전투
1551년(덴분 20년) 오우치 요시타카의 가신 스에 다카후사가 모반을 일으켜 자기 주군을 자결시켰다(다이네이지의 변(大寧寺の変)). 모리 모토나리는 처음엔 스에 다카후사에 호응하는 모양새로서 다카후사 역시 모토나리의 영지 확대를 용인했다. 이에 모토나리는 오우치 본가 지지 세력들이었던 가나야마 산성과 사쿠라오성(桜尾城), 그리고 히라가 다카야스(平賀隆保)의 아키 가시라자키성(頭崎城)을 함락시켰다. 가시라자키 성은 히라가 씨족의 방계였던 히라가 히로스케(平賀広相)에게 승계시켜 히라가 가문도 장악했다.
1553년(덴분 22년) 아마고 하루히사가 아키를 침공했다. 모토나리는 원군 에라 후사히데(江良房栄)의 도움으로 이를 격퇴했다. 당시 오우치 씨는 오우치 요시나가를 옹립한 스에 하루카타(陶晴賢, 모반 후 개명)가 장악한 상태로, 스에가 점차 모토나리를 견제하면서 갈등을 빚고 있었다. 때마침 이와미의 요시미 마사요리(吉見正頼)가 스에 하루카타에게 반기를 들었다. 하루카타의 원군 요청을 모토나리는 한다 말만 하고 출병하지 않았다. 이에 하루카타는 직접 아키의 호족들에게 출병을 재촉했다. 아키 호족들은 표면적으로는 오우치 씨의 부하였으나 실상 모토나리의 지배하에 있었다. 히라가 히로스케으로부터 해당 보고가 올라오자 장남 모리 다카모토(毛利隆元)와 중신들은 원군을 반대했다. 그러나 직접 충돌만은 피했는데, 하루카타의 병력은 3만인데 반해 모토나리의 병력은 5천에 불과했었다. 게다가 아마고 가문이 북쪽 산인도에서 언제 침입해 올지 몰랐다.
1554년(덴분 23년) 이즈모에서 아마고 가문의 당주 아마고 하루히사가 신궁당(新宮党)의 우두머리이자 숙부인 아마고 구니히사(尼子国久)와 그 아들 사네히사(誠久) 등을 숙청했다. 그는 구니히사가 모리와 손을 잡고 모반한다고 중상모략한 후 신궁당을 모두 주살했다. 북부의 적이 약해진 틈을 타 모토나리는 오우치 집안의 맹장 에라 후사히데가 모반을 꾀한다는 소문을 흘리고 그 필적을 모사해 서찰을 꾸며 스에 하루카타가 에라 후사히데를 제거하게 만들었다. 이윽고 스에 하루카타가 요시미 공략에 나서자 드디어 모리 모토나리가 반기를 들었다. 모토나리는 아키 오시키바타산(折敷畑山)에서 3천의 오우치 군을 격파했고 적의 대장 미야가와 후사나가(宮川房長)는 전사했다(오시키바타 전투).
1555년(고지 원년) 스에 하루카타는 요시미 공략을 잠시 중단하고 2만의 대군으로 모리 토벌에 나섰다. 원정 도중 중신 히로나카 다카카네(弘中隆兼)의 반대에도 미야오성(宮尾城) 공략에 나섰다. 스에는 이쓰쿠시마섬(厳島)에 상륙해 교두보를 만들고자 했으나 이는 모토나리의 계산 속으로 빠지는 일이었다. 얼마 지나지 않아 스에 하루카타는 모리 군의 기습을 받고 궁지에 몰린 끝에 자결했다(이쓰쿠시마 전투).
1556년(고지 2년) 모토나리가 오우치의 남은 영토를 하나하나 차지하는 동안, 가문내 혼란을 수습한 아마고 가문의 당주 아마고 하루히사는 야마부키성(山吹城)을 공격해 이와미 은광을 손에 넣었다(오시바라 구즈레, 忍原崩れ).
1557년(고지 3년) 오우치 가문은 모리 모토나리에게 북규슈를 제외한 모든 영지를 넘겨주고 멸문됐다. (보초게이랴쿠(防長経略)) 모토나리는 장남 다카모토에게 가권을 승계하려고 하나 장남이 거절한다. 모토나리는 모리 가와 깃카와 고바야카와 세 집안의 후견인으로서 영향력을 계속 갖고 있었다. 다카모토는 내정을, 외교와 군사는 모토나리가 거의 전권을 가졌지만 장남이 요절하면서 모토나리의 집권은 계속된다.
1558년(에이로쿠 원년) 이와미의 은광(銀山)을 되찾기 위해 모토나리는 차남 모토하루와 함께 오가사와라 나가오(小笠原長雄)가 농성중인 누쿠유성(温湯城)으로 원정을 떠났다. 아마고 하루히사(尼子晴久)가 원군을 내 양군은 강을 사이에 두고 서로 노려본 채 전선은 교착됐다.
1559년(에이로쿠 2년) 누쿠유 성을 함락시키는 데 성공하고 기세를 몰아 야마부키성(山吹城)을 공격해 들어가나 긴 원정에 군이 지쳐 더 이상 지속할 수 없었다. 이에 포위를 풀고 철수하려는데 아마고 하루히사의 원군이 왔고 이를 본 성주 혼조 쓰네미쓰(本城常光)가 성문을 열고 공격을 나와 모리 군은 크게 패배했다. (고로자카의 전투, 降露坂の戦い)

### 아마고, 오토모 가문과의 전투
1560년(에이로쿠 3년) 아마고 하루히사(尼子晴久)가 서거한다. 아마고 내부는 심한 동요에 휩싸인 상태에서 장남 요시히사(義久)가 그 뒤를 이었다. 아마고 측은 당시 무로마치 막부의 세이이대장군(征夷大將軍) 아시카가 요시테루(足利義輝)에게 모리 집안과의 중재를 요청했으나 모토나리는 일방적으로 거절하고 주고쿠 지방 제패를 준비한다.
1562년(에이로쿠 5년) 모토나리는 마침내 이즈모 원정길에 오른다(제2차 갓산토다성 전투, 第二次月山富田城の戦い). 이에 대해 요시히사는 난공불락으로 유명했던 갓산토다성에 틀어박힌 채 주위 산등성이에 보조 지성으로 세운 10개 방어 진지를 구축해 모리군을 맞았다(아마고 짓키, 尼子十旗).
1563년(에이로쿠 6년) 모리 군은 마침내 10개 지성 중 하나인 시라가성(白鹿城)을 함락시켜 갓산토다 본성을 포위하고 병량고 공격에 돌입한다. 그러나 도중 알 수 없는 이유로 모토나리의 장남 타카모토(隆元)가 급사했다. 모토나리는 오우치 밑에서 갓산토다성을 공략했다 실패했던 경험을 살려, 포위를 굳힌 채 모략에 들어갔다. 처음엔 적의 병사들이 탈영해 와도 하나도 살려두지 않고 죽였다. 적 성내에 머리 숫자가 많아야 병량을 빨리 소모한다는 계산이었다. 아울러 아마고 군 내부에 이간책도 병행해 가권을 승계받은 지 얼마 안된 적장 아마고 요시히사가 선대 때부터의 중신 우야마 히사카네(宇山久兼)를 자신의 손으로 제거케 했다. 그는 인망을 잃고 성내 사기는 더욱 떨어졌다. 그 때서야 모토나리는 투항한 병사들에게 직접 죽을 나눠주며 투항을 유도했다.
1566년(에이로쿠 9년) 드디어 아마고 군은 싸울 의지를 잃고 성문을 열었다. 이로써 모토나리는 주고쿠 지방 8개 쿠니 120여 만 석을 지배하는 굴지의 대 다이묘 자리에 올랐다. 일단 이즈모의 아마고 종가는 멸문시켰으나 잔당들이 방계 아마고 가쓰히사(尼子勝久)를 옹립해 아마고 부흥군을 결성했다. 야마나카 유키모리(山中幸盛)를 총대장으로 한 부흥군은 오다 노부나가의 지원을 받아 산인도로 침입해 모리군에 맞섰다. 게다가 오토모 소린(大友宗麟)도 부젠(豊前) 지방의 완전 제패를 목전에 둬, 북규슈 지방에서도 헤게모니 다툼이 시작됐다. 오토모는 오우치 부흥을 기치로 오우치의 방계였던 오우치 데루히로(大内輝弘)에게 병사를 나눠줘 야마구치를 침입하게 했다. 모리는 새로 얻은 영지 경영에 나서기도 전에 전쟁에 다시 내몰리는 상황이었다. 모토나리는 차남 모토하루와 3남 다카카게 등 우수한 아들들을 움직여 동서에서의 도전에 맞서는 한편, 오토모 씨와 휴전 교섭에 성공하고 전 병력을 동쪽 산인도 방면으로 돌려 아마고 부흥군까지 호키 지방에서 전멸시켰다. 대신 북규슈의 가장 큰 수입원이 됐던 하카타(博多)의 지배권은 오토모씨에게 넘겨줘야 했다.

### 말년
1560년(에이로쿠 3년)부터 기력이 쇠해져 쇼군의 주치의 마나세 도산(曲直瀬道三)으로부터 치료를 받았다. 이후 회복한 그는 1567년(에이로쿠 10년) 막내 아들 모리 히데카네(毛利秀包)를 봤다. 1570년(겐키 원년) 쇼군 아시카가 요시아키(足利義昭)가 모리 가문이 노부나가 포위망의 한 축을 담당하기를 원했으나 거부했다.
1571년(겐키 2년) 음력 6월 14일 요시다 고리야마 산성에서 임종을 맞이했다. 향년 75세였다.
1908년(메이지 41년) 4월 2일 관위 정1위가 추증되었다.

## 인물 및 일화
우리 모리 가문은 판도의 보존만 원하고 천하는 바라지 않는다.
이 유언은 사실로 확인되지 않았지만, 모토나리가 깃카와 모토하루, 고바야카와 다카카게에 영지 보전을 부탁한 것은 사실이다. 일개 호족에서 다이묘까지 신분이 상승한 모토나리는 자신의 주가였던 오우치, 아마고 가문이 천하 패권을 위해 세력을 키우다 다이묘로써 멸망한 것을 보았기 때문에 이러한 유언을 남겼다고 생각된다. 구로사와 아키라(黒澤明) 감독의 영화 《란(乱)》에서 이 일화를 인용하였다. 덧붙여 모토나리의 유언은 대략 "천하를 지배하는 자가 아무리 영요영화를 자랑하더라도 몇대가 지난 후에는 가문의 가지가 꺽기고 그 기둥이 잘려나가 후대의 자손에까지 이어지지 않는다. 천하에 뜻을 품어 세상에 무명을 떨치기보다는, 오히려 육십여 주(六十余州:일본 전토)를 5등분해 그 한 곳에 터를 잡아 영화를 자손 만대에 물려주어라."라고 말했다고 한다.
세 자루의 화살
어느날, 모토나리는 세 아들 다카모토, 모토하루, 다카카게를 불러 모아 한 자루의 화살을 부러뜨리라고 명령하였다. 자식들은 어렵지 않게 부러뜨리자, 다음에는 세 자루의 화살을 부러뜨리라고 명령하였지만, 자식들은 누구도 부러뜨릴 수 없었다. 모토나리는 한 자루의 화살은 약하지만, 뭉치면 강하다는 일을 일깨우며, 삼형제에게 결속할 것을 강하게 이야기 했다는 것이다. 이것이 유명한 세 자루 화살의 일화다. 이 일이 모토나리의 임종전의 일이었다면, 있을 수 없는 이야기가 된다. 왜냐하면, 이미 장남 다카모토는 죽었기 때문이다. 그 이전이라면, 청년기의 인간이 대나무 화살 3자루를 부러뜨릴 수 있을 가능성도 있어 의문점이 있다. 이런 이유로 후세의 창작이라는 설도 있지만, 어떻게 보던 모리 가문의 가훈을 알기 쉽게 풀이한 이야기이고, 또, 모토나리가 남긴 14개 조의 유훈과도 일맥상통하며, 모토나리 생전부터 친지들의 결속을 자식들에게 이야기한 것은 사실이다. 덧붙여 히로시마시를 연고로 하는 J리그 팀 산프레체 히로시마의 팀명은 이 고사에서 따온 것이다. 산은 일본어의 3을 의미하고 프레체는 이탈리아어로 화살을 의미한다.
이쓰쿠시마 신사의 참배
모리 모토나리가 아직 성인식을 하기 전에 가신과 함께 이쓰쿠시마 신사에 참배하러 온 일이 있었다. 이때 모토나리가 가신에게 “무엇을 빌었나 ? ”라고 질문하자, 가신은 “쇼주마루(모토나리의 아명)님이 아키의 주인이 되는 것을 빌었습니다.”라고 대답했다. 그러자 모토나리는 “왜 천하의 주인이 되는 것을 빌지 않았나 ? ”라고 대꾸하였다. 가신은 “실현불가능한 일을 기원하는 것은 의미가 없습니다. 힘껏 해야 주고쿠 지방이겠지요.”라고 하며 웃었지만, 모토나리는 “천하의 주인이 되는 것을 빌면, 가까스로 주고쿠 지방을 가지게 되는 것이다. 하물며, 처음부터 아키 일국의 주인으로 빌면, 아키 일국조차도 가지지 못한 채 끝나버린다.”라고 자신의 높은 이상을 알렸다. 그러나 앞서 서술한 바와 같이 나이를 먹으면서 천하를 취하기보다는 가문의 안위에 고민하게 된다.
백만일심(百万一心)
요시다고리야마성을 축성할 때, 히토바시라(人柱) 대신 백만일심이라고 새긴 석비를 묻었다. 이 백만일심(百万一心)은 "일일 일력 일심(一日一力一心)"이라고 읽으며, "나라안 모든 사람이 힘을 합치면, 어떤 일이라도 이루어진다."라는 의미가 있다. 그러나, 정말 이 말이 모토나리가 했다고는 단정지을 수 없다. 백만일심 비가 히토바시라 대신 사용한 데에는 요시다 고리야마 산성 전투 때에 원군으로 온 오우치 군의 장수 히로나카 다카카네의 조언이었다는 설도 있다.
이 석비는 1816년 조슈번사였던 다케다 야스노부가 발견해 탁본을 뜬 후, 1882년 모리 모토나리의 제를 올리는 도요사카 신사에 봉납하였다. 그 후, 아키타카타시에 있는 고리야마 산 전체를 뒤졌지만, 발견되지 않았다. 현재 요시다 고리야마 산성터에 있는 모리 가문의 묘소 경내에 탁본을 토대로 모조한 석비가 세워져 있다.
- 죽기 오래전부터 모토나리는 후계자인 손자 모리 데루모토의 기량을 걱정하여, 깃카와 모토하루, 고바야카와 다카카게, 후쿠하라 사다토시, 구치바 미치요시에게 손자 데루모토의 보좌를 부탁하였다고 한다.
- 모토나리를 지지해준 것은 가족이었다. 정실 오카타가 죽었지만, 계실과 측실에게서 우수한 자식들이 항상 모토나리를 받쳐주었다. 모토나리는 71세가 될 때까지 아이를 가졌고, 자식들은 모토나리 사후에도 모리 가문을 지지하는 주춧돌이었다.
- 전쟁, 책략, 암살, 매수, 혼인 등 온갖 방법을 구사한 희대의 모략가였고, 주고쿠 지방 일대를 장악한 《서국 수일의 센고쿠 다이묘》라는 평가가 있다.
- 이즈모 국의 아마고 쓰네히사, 아키국의 모리 모토나리, 비젠 국의 우키타 나오이에(宇喜多直家)는 주고쿠 지방 3대 모장으로 불린다.
- 철도창가(鉄道唱歌) 중 제2집 산요 규슈편에서는 이쓰쿠시마섬부분에서 모토나리를 절찬한 가사가 있다.
- 아버지 모리 히로모토, 형 모리 오키모토는 술독으로 요절하였기 때문에 모토나리는 술을 삼갔다고 한다. 훗날 손자 모리 데루모토에게 술을 삼가라고 조언을 하였고, 서찰이 현재 남아 있다.
- 현존하는 모토나리의 서찰로부터 그의 성격을 유추하면, 매우 불평이 많은 성격이었다.

## 모리 18무장
- 고바야카와 다카카게(小早川隆景)
- 깃카와 모토하루(吉川元春)
- 시시도 다카이에(宍戸隆家)
- 아마노 다카시게(天野隆重)
- 요시미 마사요리(吉見正頼)
- 고다마 나리타다(児玉就忠)
- 가쓰라 모토즈미(桂元澄)
- 후쿠하라 사다토시(福原貞俊)
- 구치바 미치요시(口羽通良)
- 시지 히로요시(志道広良)
- 아카가와 모토야스(赤川元保)
- 아와야 모토히데(粟屋元秀)
- 와타나베 나가시(渡辺長)
- 구마가이 노부나오(熊谷信直)
- 구니시 모토스케(国司元相)
- 아와야 모토치카(粟屋元親)
- 이이다 모토치카(飯田元親)
- 이노우에 모토카네(井上元兼)

## 같이 보기
- 이쓰쿠시마 신사
- 아키타카타시
- 스에 다카후사
- 산프레체 히로시마